# Ludwig Zwickl
Ludwig Zwickl (* 29. Juni 1906 in Wien, Österreich-Ungarn; † 22. November 1975 ebenda) war ein österreichischer Komiker, Musiker, Conférencier, Kabarettist, Autor, Komponist sowie Schauspieler. 

## Leben und Wirken
Zwickl erhielt bereits in jungen Jahren eine musikalische Ausbildung an den Instrumenten Zither und Klavier, besuchte zeitweilig eine Meisterklasse zur Perfektionierung seines Zither-Spiels und gab infolgedessen schließlich Unterricht am Konservatorium für volkstümliche Musikpflege in Wien. 1928 tat er sich mit dem nahezu gleichaltrigen Unterhaltungskünstler Ferry Wondra zusammen und formte mit ihm wenig später das Duo Wondra & Zwickl, das bis zu Zwickls Tod 1975 Bestand haben sollte. Die Männer, die sich seit beider Schulzeit in Wien-Simmering kannten, perfektionierten auf der Bühne das Wienertum im Allgemeinen und den Wiener Humor im Besonderen in Gestalt von gemeinsamen Sketch- und Gesangsauftritten und ergänzten sich perfekt. Bereits 1929 veröffentlichte das Duo sein erstes gemeinsames Operettenwerk Ein Frühlingstraum. Wondra & Zwickl galten rasch als wichtige Vertreter der „Wiener Volkskunst“, ihre Doppelconférencen gingen in die Wiener Geschichte der kabarettistischen Unterhaltung als „Wondralitäten und Zwickelein“ ein. 
Während Wondra jedoch auch regelmäßig Abstecher in das klassische Schauspielfach unternahm und zahlreiche Filmrollen annahm, blieb Zwickl als Solokünstler der Kleinkunst der musikalischen Darbietung verbunden. Ausflüge in das klassische Schauspielfach blieben selten (wie Zwickls Auftritt 1943 als Landpolizist an der Seite Wondras in dem Film Die goldene Fessel) und fanden längst nicht immer wohlwollende Aufnahme. In einer Kritik zu dem Bühnenlustspiel Der Meisterboxer hieß es 1948 in der Wiener Zeitung: Das Stück sollte den beiden Kabarettisten „Gelegenheiten bieten, sich als Schauspieler zu betätigen. Leider sind sie es nicht; das soll weiter kein Vorwurf sein, da ihre ureigenste Domäne ja das Kabarett ist, wo man sie weit lieber hört und sieht als hier, wo sie, gezwungenermaßen, fehl am Platz sind.“ In der Nachkriegszeit setzten Wondra und Zwickl ihre gemeinsame Arbeit fort und traten erneut vor einem Wiener Theaterpublikum auf, gingen aber auch auf Gastspielreisen wie etwa 1949 nach Linz, wo man das Duo mit der Lustspieloperette Sebastian, der Seitenspringer am dortigen Landestheater sehen konnte. Im Jahr darauf gastierten die beiden auch in Salzburg. In späterer Zeit unternahm das Duo überdies Tourneen ins Ausland (Deutschland, Niederlande und die Schweiz).

## Filmografie
- 1939: Das jüngste Gericht
- 1943: Die goldene Fessel
- 1951: Schwindel im Dreivierteltakt
- 1951: Das unmögliche Mädchen (Fräulein Bimbi)
- 1957: Lachendes Wien
- 1961: Vor Jungfrauen wird gewarnt